# C/2012 BJ98
C/2012 BJ98 — одна з короткоперіодичних комет сім'ї Юпітера. Ця комета була відкрита 26 січня і 1 березня 2012 року; вона мала 19.2m та 19.1 m на час відкриття.